# Nikolai Wassiljewitsch Nagajew
Nikolai Wassiljewitsch Nagajew (russisch Николай Васильевич Нагаев; * 11. Novemberjul. / 23. November 1883greg. in Åbo; † 17. Oktober 1976 in London) war ein russischer Generalstabsoffizier und russisch-orthodoxer Bischof.

## Leben
Nagajew stammte aus einer adligen Familie und wuchs in St. Petersburg auf. Er absolvierte das 1. Kadettenkorps (Abschluss 1901) und die Paul-Militärschule (Abschluss 1903), worauf er als Podporutschik in das 2. Leibgarde-Schützenbataillon eintrat. Das zweijährige Studium an der Nikolai-Generalstabsakademie (ab 1909 Nikolai-Militärakademie) schloss er 1910 ab und kehrte in das Leibgarde-Schützenbataillon zurück. Nikolai Wladimirowitsch Sollogub, Wladimir Lwowitsch Baranowski, Boris Michailowitsch Schaposchnikow, Alexander Iwanowitsch Werchowski, Pjotr Nikolajewitsch Wrangel, Michail Michailowitsch Sinkewitsch, Wilhelm von Harff, Wladimir Iljitsch Sidorin, Anatoli Leonidowitsch Nossowitsch und Alexander Nikolajewitsch Wagin waren Nagajews Studienkollegen.
Im Ersten Weltkrieg gehörte Nagajew zum 2. Schützenregiment. Nach der Februarrevolution 1917 wurde er zum Kommandeur des 2. Leibgarde-Schützenregiments ernannt und blieb es bis nach der Oktoberrevolution, als er im Dezember 1917 mit der Auflösung der Kaiserlich Russischen Armee als Generalmajor ausschied.
Zu Beginn des Russischen Bürgerkriegs trat Nagajew in die neue weiße Freiwilligenarmee ein. Im Sommer 1918 nahm er am Ersten Kuban-Feldzug teil. Im Zweiten Kuban-Feldzug kommandierte er das separate Plastunkosaken-Bataillon, das direkt dem Oberbefehlshaber unterstellt war. Ende 1918 beteiligte er sich an der Aufstellung von Gardeeinheiten der Freiwilligenarmee. 1919 wurde er Stabschef der Gardedivision Nikolai Iwanowitsch Stackelbergs. Im Sommer 1919 wurde Nagajew vom Oberbefehlshaber Anton Iwanowitsch Denikin nach Sibirien geschickt, um der Koltschak-Armee zu helfen. Nach dem Ende dieser Armee begab er sich auf die von Pjotr Nikolajewitsch Wrangel beherrschte Krim. Nach der Evakuierung der letzten weißen Einheiten der Streitkräfte Südrusslands auf der Krim am 16. November 1920 wurde Nagajew noch 1922 in den Listen der Offiziere des Generalstabs des russischen Armeegenerals Wrangel aufgeführt.
Nagajew emigrierte nach Belgrad. Dort kam er in Kontakt mit der Bruderschaft des Heiligen Seraphim, dem Metropoliten der Russischen Orthodoxen Kirche im Ausland Antoni Chrapowizki, dem Priestermönch Theophan von Poltawa und schließlich mit dem Milkow-Kloster nicht weit von Belgrad und dessen Vorsteher Ambrossi Kurganow. Er sang in der Chorkapelle und diente als Lektor. Er schrieb über den Russischen Bürgerkrieg und war Vorsitzender der Südwestgruppe des Verbands der Schützen des 2. Zarskoje-Selo-Leibgarde-Schützenregiments, dessen Ehrenvorsitzender er später wurde.
Im Zweiten Weltkrieg wurde Nagajew 1943 in Jugoslawien mit dem Segen des Metropoliten Anastasius Gribanowski Mönch. Er nahm zu Ehren des Heiligen Nikodem Prosfornik den Namen Nikodem an und trat in die Bruderschaft des Heiligen Seraphim ein. 1944 wurde er zum Diakon und Priester geweiht. Am 6. Februar 1944 wurde er zum Priester des 4. Regiments des Russischen Schutzkorps der russischen Emigranten unter dem Kommando der deutschen Wehrmacht ernannt. 1945 kam er in den Korpsstab. 1948 wurde er Pfarrer in Frankreich und arbeitete zeitweise bei Erzbischof Leonti Bartoschewitsch in Genf. 1952 wurde er nach England geschickt. 1953 beteiligte er sich aktiv am Ausbau des Klosters des Heiligen Hiob von Potschajew in Obermenzing.
Am 22. Oktober 1953 beschloss die Erzbischofsversammlung der Russischen Orthodoxen Kirche im Ausland die Errichtung eines Vikariats der Westeuropäischen Eparchie in England, zu dessen Bischof der Archimandrit Nikodem Nagajew nach den entsprechenden Weihen eingesetzt wurde. Geweiht wurde er am 18. Juli 1954 in der Gedächtniskirche Sankt Hiob in Brüssel von dem Brüsseler Erzbischof Johannes Maximowitsch, dem Berliner Bischof Alexander Lowtschi und dem Genfer Erzbischof Leonti Bartoschewitsch. Später erhielt er den Titel Bischof von Richmond. 1959 wurde die frühere Kirche der schottischen Presbyterianer die russisch-orthodoxe Cathedral of the Nativity of the Most Holy Mother of God and the Holy Royal Martyrs, nachdem sie zeitweise als Möbellager gedient hatte. 1968 wurde er Erzbischof.
Am 26. September 1976 erkrankte Nagajew und konnte dann seinen Dienst nicht mehr ausüben. Er weigerte sich, ins Krankenhaus zu gehen, um in seiner Zelle zu sterben. Er wurde auf dem Brompton Cemetery begraben.

## Ehrungen, Preise
- Sankt-Stanislaus-Orden III. Klasse (1906), II. Klasse mit Schwertern (1914)[5]
- Russischer Orden der Heiligen Anna III. Klasse (1912), II. Klasse mit Schwertern (1916)[5]
- Russischer Orden des Heiligen Georg IV. Klasse